# Caspar CLE 12
Die Caspar CLE 12 war ein in den 1920er Jahren entwickeltes deutsches Verkehrsflugzeug der Caspar-Werke in Travemünde, das nur als Prototyp existierte.

## Entwicklung
Die CLE 12 wurde als auf acht Plätze vergrößerte Ausführung der für lediglich zwei Passagiere ausgelegten CLE 11 entworfen. Beide Typen entstanden 1923 und waren die ersten Konstruktionen, die der kurz davor von den Halberstädter Flugzeugwerken gewechselte Ernst von Loessl für die Caspar-Werke entwarf. Die offensichtlichste Änderung im Vergleich zur Vorgängerin bestand in der Platzierung des Flugzeugführers direkt vor und nicht mehr hinter der Passagierkabine. Als Antrieb wurde ein Maybach mit 260 PS ausgewählt, wobei von Loessl die Bugpartie mit der Motoraufhängung so auslegte, dass dieser bei Bedarf ohne große Umbauten durch ein leistungsstärkeres 360-PS-Triebwerk Rolls-Royce Eagle ersetzt werden konnte. Sowohl die CLS 11 als auch die CLS 12 wurde noch im selben Jahr auf der internationalen Luftfahrtausstellung in Göteborg präsentiert, doch während Erstere dort auch im Flug gezeigt wurde, ist es nicht sicher, ob die CLS 12 bis dahin überhaupt vollständig fertig gestellt wurde, da Caspar wie auch andere deutsche Luftfahrtunternehmen jener Zeit aufgrund der Auswirkungen des Versailler Vertrages mit fehlenden Umsätzen und daraus resultierenden finanziellen Schwierigkeiten zu kämpfen hatte. Ebenso ungesichert ist, ob eine 1924 durchgeführte Erprobung überhaupt stattgefunden hat. Wie die meisten anderen Muster des Unternehmens, so blieb auch die CLE 12 mangels Nachfrage ein Einzelexemplar.

## Konstruktion
Die CLE 12 wurde als freitragender Hochdecker in Holzbauweise mit sechseckigem Rumpfquerschnitt entworfen. Das Triebwerk im Bug war in einer Stahlrohrkonstruktion verankert, die zur besseren Wartung und schnellen Demontage des Motors nach unten geklappt werden konnte. Dahinter saßen Flugzeugführer und Bordmechaniker nebeneinander in einer offenen Kabine direkt vor der Tragflächenvorderkante. Der sich anschließende Fluggastraum bot acht Personen Platz und verfügte zum Komfort über elektrische Deckenbeleuchtung, Warmluftheizung und Toilette. Vier Fenster aus Triplex-Glas auf jeder Seite boten gute Sicht; zwei davon waren in die beiden beidseitigen Einstiegstüren eingelassen, die sich etwa 75 cm über dem Boden befanden. Hinter der Passagierkabine schloss sich ein Gepäckraum an.
Die durchgehende, zweiholmige Tragfläche der CLE 12 bestand aus einem besonderen, von Caspar als Patent ausgegebenen Stecksystem, das der Unterbringung in beengten Räumlichkeiten geschuldet war. Dabei konnten die beiden Außenflügel mit 5 m Länge mittels Schnellverschlüssen leicht in nur etwa 15 s von dem 10 m langen Mittelstück gelöst werden. Dieses bestand aus einem durchgehenden Rippenprofil und einem an Vorder- und Hinterholm befestigtem Stahlrohrfachwerk, mit dem durch vier angebrachte Verstrebungen die Verbindung mit dem Rumpf hergestellt wurde. Die gesamte Tragfläche war mit Sperrholz beplankt.
Das Leitwerk des Flugzeuges war freitragend ausgeführt und verfügte inklusive der Querruder über im Flug durch Handräder im Führerraum verstellbare Trimmflächen. Die beiden Haupträder waren an einer direkt am Rumpf angebrachten aerodynamischen und gleichzeitig tragenden Verkleidung des Fahrgestells befestigt. Am Heck befand sich ein Schleifsporn.

## Technische Daten
| Kenngröße             | Daten                                                  |
| --------------------- | ------------------------------------------------------ |
| Besatzung             | 2                                                      |
| Fluggäste             | 8                                                      |
| Spannweite            | 20,00 m                                                |
| Länge                 | 11,27 m                                                |
| Höhe                  | 3,55 m                                                 |
| Leermasse             | 1750 kg                                                |
| Startmasse            | 2850 km                                                |
| Antrieb               | ein wassergekühlter Sechszylinder-Viertakt-Reihenmotor |
| Typ, Leistung         | Maybach Mb IV a, 260 PS (191 kW)                       |
| Höchstgeschwindigkeit | 160 km/h                                               |
| Steigleistung         | 9 min auf 1000 m Höhe                                  |
| Gipfelhöhe            | 4000 m                                                 |